# Richard Brooke Roberts
Richard Brooke Roberts (Titusville, 7 dicembre 1910 – 4 aprile 1980) è stato un biologo statunitense.

## Biografia
Nato in una famiglia molto agiata, ultimo di tre figli, si trasferì, prima a Princeton e poi a New York dove studiò sempre in scuole private di chiara fama, dimostrando subito grande interesse per le scienze, la fisica e la matematica.
Studiò all'Università di Princeton, agli inizi degli anni 1930, con il professor Ladenburg nel dipartimento di fisica nucleare.
Dopo la laurea iniziò a lavorare presso il Dipartimento di magnetismo terrestre al Carnegie Institution di Washington nel 1938.
Negli anni della seconda guerra mondiale continuò a lavorare nel settore della fisica nucleare e sullo studio della scissione dell'atomo.
Presa coscienza dei gravi pericoli per l'umanità delle armi nucleari, decise di dedicarsi allo studio della biofisica presso l'istituto in cui operava.
Studiò a fondo l'escherichia coli nel 1955 realizzando una pubblicazione molto completa.
Nel 1958 realizzò uno studio sui ribosomi per i quali propose il nome.
Verso la fine della sua carriera si occupò dello studio del cervello e dei meccanismi della memoria.

## Opere
- Microsomal particles and protein synthesis
- Studies of Biosynthesis in Escherichia Coli